# Арсениевич, Милорад
Ми́лорад Арсени́евич (серб. Милорад Арсенијевић / Milorad Arsenijević; 6 июня 1906, Смедерево, Сербия — 18 марта 1987, Белград, Югославия) — югославский футболист, защитник и полузащитник. После завершения карьеры игрока работал тренером. В качестве игрока выступал за сборную Югославии на Олимпиаде 1928 года и чемпионате мира 1930 года, а затем руководил ею в качестве тренера на Олимпиаде 1948 года, чемпионате мира 1950 года и Олимпиаде 1952 года.

## Карьера

### Клубная
Начинал играть в составе клуба «Мачва» из города Шабац (ныне является центром Мачванского округа), в 1926 году перешёл в белградский клуб БСК, в составе которого выступал до 1937 года, сыграв за это время более 500 матчей, и став, вместе с командой, 4 раза чемпионом Югославии и один раз третьим призёром чемпионата Королевства СХС в 1927 году.

### В сборной
В составе главной национальной сборной Югославии выступал с 1927 по 1936 год, провёл за это время 52 матча, отметился одним автоголом. Участник Олимпиады 1928 года и чемпионата мира 1930 года.

### Тренерская
С 1946 по 1954 год работал со сборной Югославии, руководил ею на Олимпиаде 1948 года, чемпионате мира 1950 года и Олимпиаде 1952 года. На обеих олимпиадах выводил команду в финал, однако, в решающем матче югославы оба раза терпели поражение и в итоге довольствовались лишь серебряными наградами.

## Достижения

### Командные
Полуфиналист чемпионата мира: (1)
- 1930

Чемпион Югославии: (4)
- 1930/31, 1932/33, 1934/35, 1935/36 (все с БСК)

3-й призёр чемпионата Королевства СХС: (1)
- 1928 (БСК)

### Тренерские
Серебряный призёр Олимпийских игр: (2)
- 1948, 1952